# Ярош, Витезслав
Витезслав Ярош (чеш. Vítězslav Jaroš; род. 23 июля 2001, Пршибрам) — чешский футболист, вратарь клуба «Ливерпуль» и сборной Чехии, выступающий на правах аренды за «Аякс».

## Клубная карьера
Ярош — воспитанник клубов «Пршибрам» и пражской «Славии». В 2017 году Витезслав подписал контракт на шесть лет с английским «Ливерпулем». В 2021 году Ярош на правах аренды перешёл в ирландский «Сент-Патрикс Атлетик». 19 марта в матче против «Шемрок Роверс» он дебютировал в ирландской Премьер-лиге. В своём дебютном сезоне Витезслав стал обладателем Кубка Ирландии. В начале 2022 года Ярош на правах аренды перешёл в «Ноттс Каунти». 5 февраля в матче против «Гримсби Таун» он дебютировал в национальной лиге Англии.
Летом 2022 года Ярош был арендован «Стокпорт Каунти». 13 августа в матче против «Колчестер Юнайтед» он дебютировал во Второй лиге Англии.
В 2024 году Ярош на правах аренды перешёл в австрийский «Штурм».
Летом 2025 года перешёл на правах аренды в амстердамский «Аякс». 10 августа дебютировал в Эредивизи в домашнем матче против «Телстара» (2:0).

## Международная карьера
В 2023 году Ярош в составе молодёжной сборной Чехии принял участие в молодёжном чемпионате Европы в Румынии и Грузии. На турнире он сыграл в матчах против команд Англии, Германии и Израиля.

## Достижения
Клубные
 «Сент-Патрикс Атлетик»
- Обладатель Кубка Ирландии — 2021